# Список вооружения и военной техники ВВС и ПВО Сербии

Эмблема ВВС и ПВО Сербии

На вооружении ВВС и ПВО Сербии находятся боевые и транспортные самолёты, боевые и транспортные вертолёты, комплексы ПВО и радиолокационные станции. Они распределены между 98-й и 204-й авиабригадами, 250-й бригадой ПВО и 126-й бригадой воздушного наблюдения. 
Размещение вооружений в соединениях и подразделениях ВВС и ПВО Сербии было произведено в ходе военной реформы, начатой после распада Государственного союза Сербии и Черногории в 2006 году. В 2007 году 230-й, 240-й и 310-й полки ПВО были расформированы, их вооружение было частично списано, частично передано в дивизионы 250-й бригады ПВО. Зенитные орудия Bofors L70 были распределены в зенитно-ракетные дивизионы 98-й и 204-й авиабригад.
Большинство вооружений ВВС и ПВО Сербии были произведены в СССР или СФРЮ и ныне считаются устаревшими. После распада Югославии в армию длительное время не поступала современная техника. Исключением были закупки учебных самолётов УТВА Ласта, которые производит фабрика УТВА в Панчеве. Процесс обновления авиации возобновился в 2016 году, когда в России были приобретены два вертолёта Ми-17, а шесть истребителей МиГ-29 были получены в дар.Также были получены ЗРПК Панцирь - С1.  
Ремонтом и модернизацией имеющихся летательных аппаратов и систем ПВО занимается Авиационный институт «Мома Станойлович» в Батайнице.

## Список вооружений
В список включены летательные аппараты, системы ПВО и радиолокационные станции по состоянию на 2022 год. Первыми представлены непосредственно боевые вооружения, затем вспомогательные или многоцелевые. Образцы вооружений представлены по алфавиту. 

### Самолёты
На вооружении ВВС и ПВО Сербии находятся боевые, учебно-тренировочные, многоцелевые и транспортные самолёты сербского, советского, немецкого, румынского и югославского производства.
| Тип                                  | Изображение     | Назначение                   | Производство       | Количество      | Примечания                     |
| Боевые самолёты                      | Боевые самолёты | Боевые самолёты              | Боевые самолёты    | Боевые самолёты | Боевые самолёты                |
| ------------------------------------ | --------------- | ---------------------------- | ------------------ | --------------- | ------------------------------ |
| Г-4                                  |                 | Лёгкий штурмовик, учебный    | Югославия          | 19              | На 2018 год                    |
| МиГ-29                               |                 | Многоцелевой истребитель     | СССР/ Россия       | 14              | 3 Миг-29 3 Миг-29УБ 6 Миг-29СЭ |
| J-22 Орао                            |                 | Истребитель-бомбардировщик   | Югославия/ Румыния | 27              | 17 J-22 10 IJ-22R              |
| Учебно-тренировочные самолёты        |                 |                              |                    |                 |                                |
| UTVA 75                              |                 | Учебно-тренировочный самолёт | Югославия          | 11              |                                |
| UTVA Lasta-95                        |                 | Учебно-тренировочный самолёт | Сербия             | 14              |                                |
| Многоцелевые и транспортные самолёты |                 |                              |                    |                 |                                |
| Ан-2                                 |                 | Лёгкий многоцелевой самолёт  | СССР               | 1               |                                |
| Ан-26                                |                 | Военно-транспортный самолёт  | СССР               | 4               |                                |
| Як-40                                |                 | Пассажирский самолёт         | СССР               | 2               |                                |
| Dornier Do 28                        |                 | Транспортный самолёт         | ФРГ                | 2               | [ 1 ]                          |
| Piper PA-34                          |                 | Лёгкий многоцелевой самолёт  | США                | 1               |                                |

### Вертолёты
На вооружении ВВС и ПВО Сербии находятся ударные и многоцелевые вертолёты советского, российского, французского и югославского производства.
| Тип                    | Изображение       | Назначение                  | Производство       | Количество        | Примечания                                                                               |
| Ударные вертолёты      | Ударные вертолёты | Ударные вертолёты           | Ударные вертолёты  | Ударные вертолёты | Ударные вертолёты                                                                        |
| ---------------------- | ----------------- | --------------------------- | ------------------ | ----------------- | ---------------------------------------------------------------------------------------- |
| Ми-24                  |                   | Транспортно-боевой вертолёт | СССР               | 6                 | небоеспособны                                                                            |
| Ми-35М                 |                   | Ударный вертолёт            | Россия             | 4                 |                                                                                          |
| Многоцелевые вертолёты |                   |                             |                    |                   |                                                                                          |
| Ми-8Т                  |                   | Многоцелевой вертолёт       | СССР               | 8                 | HT-40                                                                                    |
| Ми-17                  |                   | Многоцелевой вертолёт       | Россия             | 6                 | 1 Ми-17 5 Ми-17В-5                                                                       |
| СОКО Газела            |                   | Многоцелевой вертолёт       | Югославия/ Франция | 41                | 2 SA341H (HI-42) 26 SA341H и SA342L (HN-42)/ (HN-45) 13 SA341H и SA342L1 (HO-42)/(HO-45) |
| Airbus H145M           |                   | Многоцелевой вертолёт       | Германия/ Франция  | 5                 |                                                                                          |

### Средства ПВО
На вооружении ВВС и ПВО Сербии находятся переносные зенитно-ракетные комплексы, зенитно-ракетные комплексы и зенитная артиллерия советского, шведского и югославского производства.
| Тип                                   | Изображение                | Назначение                         | Производство               | Количество                 | Примечания                 |  |
| Зенитно-ракетные комплексы            | Зенитно-ракетные комплексы | Зенитно-ракетные комплексы         | Зенитно-ракетные комплексы | Зенитно-ракетные комплексы | Зенитно-ракетные комплексы |  |
| ------------------------------------- | -------------------------- | ---------------------------------- | -------------------------- | -------------------------- | -------------------------- |  |
| Куб                                   |                            | Зенитно-ракетный комплекс          | СССР                       | 9                          |                            |  |
| С-125                                 |                            | Зенитно-ракетный комплекс          | СССР                       | 6                          |                            |  |
| Панцирь-С1                            |                            | Зенитно-ракетный пушечный комплекс | Россия                     | 6                          |                            |  |
| HQ-22                                 |                            | Зенитно-ракетный комплекс          | Китай                      | 1                          |                            |  |
| Переносные зенитно-ракетные комплексы |                            |                                    |                            |                            |                            |  |
| Игла-1                                |                            | ПЗРК                               | СССР                       | неизвестно                 |                            |  |
| Стрела-2М                             |                            | ПЗРК                               | СССР/ Югославия            | небоеспособны              |                            |  |
| Зенитная артиллерия                   |                            |                                    |                            |                            |                            |  |
| Bofors L70                            |                            | зенитная пушка                     | Швеция                     | 24                         |                            |  |

### Радиолокационные станции
На вооружении ВВС и ПВО Сербии находятся радиолокационные станции американского, британского, советского и шведского производства, точное количество радиолокационных станций неизвестно.
| Тип               | Изображение                                                | Назначение                                                                                    | Производство   | Примечания    |
| ----------------- | ---------------------------------------------------------- | --------------------------------------------------------------------------------------------- | -------------- | ------------- |
| М75 «Жирафа»      |                                                            | Радиолокационная станция                                                                      | Швеция         | [ 11 ]        |
| П-12              |                                                            | Мобильная двухкоординатная радиолокационная станция метрового диапазона волн                  | СССР           | [ 12 ] [ 13 ] |
| П-18              |                                                            | Мобильная двухкоординатная радиолокационная станция кругового обзора метрового диапазона волн | СССР           | [ 14 ] [ 13 ] |
| AN/TPS-70         |                                                            | Радиолокационная станция                                                                      | США            | [ 15 ]        |
| Marconi C-605/654 | Свободное изображение радиолокационной станции отсутствует | Радиолокационная станция                                                                      | Великобритания | [ 15 ]        |